# دهستان قره‌بلاغ (سلطانیه)
دهستان قره‌بلاغ یکی از دهستان‌های شهرستان سلطانیه در استان زنجان ایران است که در بخش باغ حلی قرار دارد.

## جمعیت
براساس سرشماری مرکز آمار ایران در سال ۱۳۹۵، جمعیت دهستان قره‌بلاغ ۶۶۹۹ نفر (در ۲۰۵۳ خانوار) بوده‌است.